# Месијано (Кукуш)
Месијано (грч. Μεσιανό) је насељено место у општини Кукуш у периферији Средишња Македонија, Грчка. Према попису из 2021. године било је 72 становника.
Према бугарском географу и историчару, Василу Канчову, у Месијану је 1900. године живело 170 Турака и 40 Рома. После Балканских ратова село је имало само 59 житља. Убрзо је насељено 60 грчких избегличких породица из Турске, од којих су неке касније напустиле село. Двадесетих година 20. века насељено је још избегличких грчких породица из Турске, а потом и неколико каракачанских породица. На попису из 1928. године Месијано је имао 260 становника. Село се раније звало Дурасанли.